# 알반 호자
알반 베킴 호자(알바니아어: Alban Bekim Hoxha, 1987년 11월 23일 ~ )는 파르티자니 티라나에서 골키퍼로 활약하고 있는 알바니아의 축구 선수이다.

## 수상

### 클럽
디나모 티라나
- 알바니아 수페르리가 (2); 2007–08, 2009–10
- 알바니아 컵 준우승: 2010–11
- 알바니아 슈퍼컵 준우승: 2010

### 개인
- 알바니아 수페르리가 올해의 선수: 2014
- 알바니아 수페르리가 이달의 선수 (1): 2015년 3월[1]